# ルイ・ド・ブルボン (ヴェルマンドワ伯)
ルイ・ド・ブルボン（Louis de Bourbon, comte de Vermandois, 1667年10月2日 - 1683年11月18日）は、フランス王ルイ14世の庶子。ヴェルマンドワ伯。母はルイ14世の公妾であるルイーズ・ド・ラ・ヴァリエール。

## 生涯
ルイの前に男児が2人生まれているが夭逝しているため、ルイーズとルイ14世の長男でありながら認知されたのは出生してから2年後である。ルイは姉のマリー・アンヌ・ド・ブルボンと非常に仲が良かった。
父により幼くしてフランス海軍大将の地位を与えられたが、実際は海兵隊員に認められるまで2年かかっている。母ルイーズが1674年にカルメル会修道院に入る際に、父の義妹であるオルレアン公フィリップ1世の妃エリザベート・シャルロット・ド・バヴィエールにルイとマリー・アンヌを託している。オルレアン公爵夫人はその後何度かルイーズの子供たちの成長の証（おそらく肖像画や毛髪などであろう）を持参して何度か面会しているが、ルイーズは過去の過ちを悔い改めたとし、オルレアン公爵夫人が持参したものにキスすることを拒んだとされている。
若く寂しい10代を過ごしたルイは、美青年であったシュヴァリエ・ド・ロレーヌ（フィリップ・ド・ロレーヌ）に同性愛の手ほどきを受けた後、シュヴァリエが仕えていた叔父のオルレアン公フィリップ1世の同性愛の仲間となり叔父のお気に入りとなった。ルイのこの過ちは父の怒りをかい、1682年に海軍大将の地位を降りねばならなくなった。しかし翌年、オルレアン公爵夫人によりフランドルで戦うことでこの過ちを取り返すよう取り計らわれ、それに応えて多くの力を尽くしたが、父からはルイの働きを決して評価されることはなかった。
1683年、ヴォーバンの率いる軍隊の中フランドルで病死、アラスにある大聖堂に祭られた。